# Präsident von Indonesien
Der Präsident der Republik Indonesien (indonesisch Presiden Republik Indonesia) ist sowohl Staatsoberhaupt als auch Regierungschef der Republik Indonesien. Der Präsident leitet die Exekutive der indonesischen Regierung und ist der Oberbefehlshaber der indonesischen Nationalarmee. Seit 2004 werden der Präsident und der Vizepräsident direkt für eine fünfjährige Amtszeit gewählt, die einmal verlängert werden kann und eine Amtszeit von maximal 10 Jahren zulässt.
Prabowo Subianto ist der achte und derzeitige Präsident Indonesiens. Er trat sein Amt am 20. Oktober 2024 an.